# Arlövs landsfiskalsdistrikt
Arlövs landsfiskalsdistrikt var 1918-1951 ett landsfiskalsdistrikt i Malmöhus län, bildat när Sveriges indelning i landsfiskalsdistrikt trädde i kraft den 1 januari 1918, enligt beslut den 7 september 1917. När Sveriges nya indelning i landsfiskalsdistrikt trädde i kraft den 1 januari 1952 (enligt kungörelsen 1 juni 1951) upplöstes distriktet och dess område delades mellan landsfiskalsdistrikten Bara och Torna.
Landsfiskalsdistriktet låg under länsstyrelsen i Malmöhus län.

## Ingående områden
1 januari 1951 ombildades Lomma landskommun till Lomma köping.

### Från 1918
Bara härad:
- Burlövs landskommun
- Flackarps landskommun
- Görslövs landskommun
- Knästorps landskommun
- Lomma landskommun
- Tottarps landskommun
- Uppåkra landskommun

### Från 1951
Bara härad:
- Burlövs landskommun
- Flackarps landskommun
- Görslövs landskommun
- Knästorps landskommun
- Lomma köping
- Tottarps landskommun
- Uppåkra landskommun